# Amir Rrahmani
Pour les articles homonymes, voir Rrahmani.
Amir Rrahmani, né le 24 février 1994 à Pristina, est un footballeur international kosovar, qui évolue au poste de défenseur central au SSC Naples.

## Biographie
Le 1er juillet 2019, il est acheté par l'Hellas Vérone pour 2,1 M € en provenance du Dinamo Zagreb.
Le 20 janvier 2020, le SSC Naples l'achète pour 14 M € et le prête dans la foulée jusqu'au 30 juin 2020 à son ancien club l'Hellas Vérone pour qu'il y termine la saison.

## Statistiques

### En club
| Saison                | Club                     | Championnat           | Championnat | Championnat | Championnat | Coupe(s) nationale(s) | Coupe(s) nationale(s) | Coupe(s) nationale(s) | Supercoupe | Supercoupe | Supercoupe | Compétition(s) continentale(s) | Compétition(s) continentale(s) | Compétition(s) continentale(s) | Compétition(s) continentale(s) | Total | Total | Total |
| Saison                | Club                     | Division              | M.          | B.          | P.d.        | M.                    | B.                    | P.d.                  | M.         | B.         | P.d.       | Comp.                          | M.                             | B.                             | P.d.                           | M.    | B.    | P.d.  |
| 2013-2014             | Partizani Tirana         | Kategoria Superiore   | 25          | 0           | 0           | 4                     | 0                     | 0                     | -          | -          | -          | -                              | -                              | -                              | -                              | 29    | 0     | 0     |
| 2014-2015             | Partizani Tirana         | Kategoria Superiore   | 34          | 3           | 0           | 3                     | 0                     | 0                     | -          | -          | -          | -                              | -                              | -                              | -                              | 37    | 3     | 0     |
| Sous-total            | Sous-total               | Sous-total            | 59          | 3           | 0           | 7                     | 0                     | 0                     | -          | -          | -          | -                              | -                              | -                              | -                              | 66    | 3     | 0     |
| 2015-2016             | RNK Split                | Prva Liga             | 34          | 1           | 0           | -                     | -                     | -                     | -          | -          | -          | -                              | -                              | -                              | -                              | 34    | 1     | 0     |
| 2016-2017             | RNK Split                | Prva Liga             | 7           | 0           | 0           | -                     | -                     | -                     | -          | -          | -          | -                              | -                              | -                              | -                              | 7     | 0     | 0     |
| Sous-total            | Sous-total               | Sous-total            | 41          | 1           | 0           | -                     | -                     | -                     | -          | -          | -          | -                              | -                              | -                              | -                              | 41    | 1     | 0     |
| 2016-2017             | Lokomotiva Zagreb (prêt) | Prva Liga             | 28          | 1           | 1           | 3                     | 0                     | 0                     | -          | -          | -          | -                              | -                              | -                              | -                              | 31    | 1     | 1     |
| 2017-2018             | Dinamo Zagreb            | Prva Liga             | 25          | 1           | 2           | 4                     | 0                     | 0                     | -          | -          | -          | C3                             | 2                              | 0                              | 0                              | 31    | 1     | 2     |
| 2018-2019             | Dinamo Zagreb            | Prva Liga             | 15          | 3           | 1           | 4                     | 0                     | 0                     | -          | -          | -          | C3                             | 7                              | 0                              | 0                              | 26    | 3     | 1     |
| Sous-total            | Sous-total               | Sous-total            | 40          | 4           | 3           | 8                     | 0                     | 0                     | -          | -          | -          | -                              | 9                              | 0                              | 0                              | 57    | 4     | 3     |
| 2019-2020             | Hellas Vérone            | Serie A               | 36          | 0           | 1           | 1                     | 0                     | 0                     | -          | -          | -          | -                              | -                              | -                              | -                              | 37    | 0     | 1     |
| 2020-2021             | SSC Naples               | Serie A               | 16          | 1           | 0           | 2                     | 0                     | 0                     | 0          | 0          | 0          | C3                             | 2                              | 0                              | 0                              | 20    | 1     | 0     |
| 2021-2022             | SSC Naples               | Serie A               | 33          | 4           | 0           | 1                     | 0                     | 0                     | -          | -          | -          | C3                             | 7                              | 0                              | 0                              | 41    | 4     | 0     |
| 2022-2023             | SSC Naples               | Serie A               | 29          | 2           | 1           | 0                     | 0                     | 0                     | -          | -          | -          | C1                             | 7                              | 0                              | 0                              | 36    | 2     | 1     |
| 2023-2024             | SSC Naples               | Serie A               | 30          | 3           | 0           | 0                     | 0                     | 0                     | 2          | 0          | 0          | C1                             | 7                              | 1                              | 0                              | 39    | 4     | 0     |
| 2024-2025             | SSC Naples               | Serie A               | 38          | 1           | 3           | 1                     | 0                     | 0                     | -          | -          | -          | -                              | -                              | -                              | -                              | 39    | 1     | 3     |
| Sous-total            | Sous-total               | Sous-total            | 146         | 11          | 4           | 4                     | 0                     | 0                     | 2          | 0          | 0          | -                              | 23                             | 1                              | 0                              | 175   | 12    | 4     |
| Total sur la carrière | Total sur la carrière    | Total sur la carrière | 350         | 20          | 9           | 23                    | 0                     | 0                     | 2          | 0          | 0          | -                              | 32                             | 1                              | 0                              | 407   | 21    | 9     |

### En sélection nationale d'Albanie
| Saison                | Sélection             | Phases finales        | Phases finales | Phases finales | Phases finales | Éliminatoires CDM | Éliminatoires CDM | Éliminatoires CDM | Éliminatoires EURO | Éliminatoires EURO | Éliminatoires EURO | Ligue Nations UEFA | Ligue Nations UEFA | Ligue Nations UEFA | Matchs amicaux | Matchs amicaux | Matchs amicaux | Total | Total | Total |
| Saison                | Sélection             | Compétition           | M              | B              | Pd             | M                 | B                 | Pd                | M                  | B                  | Pd                 | M                  | B                  | Pd                 | M              | B              | Pd             | M     | B     | Pd    |
| --------------------- | --------------------- | --------------------- | -------------- | -------------- | -------------- | ----------------- | ----------------- | ----------------- | ------------------ | ------------------ | ------------------ | ------------------ | ------------------ | ------------------ | -------------- | -------------- | -------------- | ----- | ----- | ----- |
| 2013-2014             | Albanie               | -                     | -              | -              | -              | -                 | -                 | -                 | -                  | -                  | -                  | -                  | -                  | -                  | 1              | 0              | 0              | 1     | 0     | 0     |
| 2014-2015             | Albanie               | -                     | -              | -              | -              | -                 | -                 | -                 | -                  | -                  | -                  | -                  | -                  | -                  | 0              | 0              | 0              | 0     | 0     | 0     |
| 2015-2016             | Albanie               | -                     | -              | -              | -              | -                 | -                 | -                 | 0                  | 0                  | 0                  | -                  | -                  | -                  | 1              | 1              | 0              | 1     | 1     | 0     |
| Total sur la carrière | Total sur la carrière | Total sur la carrière | -              | -              | -              | -                 | -                 | -                 | 0                  | 0                  | 0                  | -                  | -                  | -                  | 2              | 1              | 0              | 2     | 1     | 0     |

### En sélection nationale du Kosovo
| Saison                | Sélection             | Phases finales        | Phases finales | Phases finales | Phases finales | Éliminatoires CDM | Éliminatoires CDM | Éliminatoires CDM | Éliminatoires EURO | Éliminatoires EURO | Éliminatoires EURO | Ligue Nations UEFA | Ligue Nations UEFA | Ligue Nations UEFA | Matchs amicaux | Matchs amicaux | Matchs amicaux | Total | Total | Total |
| Saison                | Sélection             | Compétition           | M              | B              | Pd             | M                 | B                 | Pd                | M                  | B                  | Pd                 | M                  | B                  | Pd                 | M              | B              | Pd             | M     | B     | Pd    |
| --------------------- | --------------------- | --------------------- | -------------- | -------------- | -------------- | ----------------- | ----------------- | ----------------- | ------------------ | ------------------ | ------------------ | ------------------ | ------------------ | ------------------ | -------------- | -------------- | -------------- | ----- | ----- | ----- |
| 2013-2014             | Kosovo                | -                     | -              | -              | -              | -                 | -                 | -                 | -                  | -                  | -                  | -                  | -                  | -                  | 1              | 0              | 0              | 1     | 0     | 0     |
| 2016-2017             | Kosovo                | -                     | -              | -              | -              | 5                 | 1                 | 0                 | -                  | -                  | -                  | -                  | -                  | -                  | -              | -              | -              | 5     | 1     | 0     |
| 2017-2018             | Kosovo                | -                     | -              | -              | -              | 4                 | 0                 | 0                 | -                  | -                  | -                  | -                  | -                  | -                  | 4              | 1              | 0              | 8     | 1     | 0     |
| 2018-2019             | Kosovo                | -                     | -              | -              | -              | -                 | -                 | -                 | 3                  | 0                  | 0                  | 6                  | 1                  | 1                  | 1              | 1              | 0              | 10    | 2     | 1     |
| 2019-2020             | Kosovo                | -                     | -              | -              | -              | -                 | -                 | -                 | 5                  | 1                  | 0                  | -                  | -                  | -                  | -              | -              | -              | 5     | 1     | 0     |
| 2020-2021             | Kosovo                | -                     | -              | -              | -              | -                 | -                 | -                 | -                  | -                  | -                  | 4                  | 0                  | 0                  | 3              | 0              | 0              | 7     | 0     | 0     |
| 2021-2022             | Kosovo                | -                     | -              | -              | -              | 6                 | 1                 | 0                 | -                  | -                  | -                  | 4                  | 0                  | 0                  | 2              | 0              | 0              | 12    | 1     | 0     |
| 2022-2023             | Kosovo                | -                     | -              | -              | -              | -                 | -                 | -                 | 4                  | 0                  | 0                  | 1                  | 0                  | 0                  | -              | -              | -              | 5     | 0     | 0     |
| 2023-2024             | Kosovo                | -                     | -              | -              | -              | -                 | -                 | -                 | 2                  | 0                  | 0                  | -                  | -                  | -                  | 2              | 0              | 0              | 4     | 0     | 0     |
| 2024-2025             | Kosovo                | -                     | -              | -              | -              | -                 | -                 | -                 | -                  | -                  | -                  | 7                  | 1                  | 1                  | -              | -              | -              | 7     | 1     | 1     |
| Total sur la carrière | Total sur la carrière | Total sur la carrière | -              | -              | -              | 15                | 2                 | 0                 | 14                 | 1                  | 0                  | 22                 | 2                  | 2                  | 13             | 2              | 0              | 64    | 7     | 2     |

## Palmarès
Dinamo Zagreb
- Coupe de Croatie de football (1)
  - Vainqueur en 2018

 SSC Napoli
- Championnat d'Italie de football (2)
  - Champion en 2023 et 2025
- Supercoupe d'Italie
  - Finaliste en 2023.